# Drosophila eugracilis
Drosophila eugracilis är en tvåvingeart som beskrevs av Ian Ronald Bock och Wheeler 1972.

## Taxonomi och släktskap
D. eugracilis ingår i släktet Drosophila och familjen daggflugor. D. eugracilis ingår som enda art i artundergruppen Drosophila eugracilis som är en del av artgruppen Drosophila melanogaster.

## Utbredning
Artens utbredningsområde täcker stora delar av den orientaliska regionen.